# 青山光二
青山 光二（あおやま こうじ、1913年2月23日 - 2008年10月29日）は、日本の小説家。

## 人物・来歴
神戸市生まれ。第三高等学校を経て東京帝国大学文学部美術史学科卒業。在学中の1935年、織田作之助らと同人雑誌『海風』を創刊する。戦後、『旅への誘ひ』（1948）などの私小説風連作を発表。1956年、「法の外へ」で直木賞候補。
その後、任侠ヤクザ路線に移行し、『修羅の人』（1960）で再度直木賞候補、『小説新潮』賞を受賞。1976年、「竹生島心中」で三たび直木賞候補。1980年、大正末期の土木業者間の紛争「鶴見騒擾事件」を描いたノンフィクション小説『闘いの構図』で平林たい子文学賞受賞。ほかに『われらが風狂の師』は哲学者土井虎賀寿をモデルとした異色作である。
1990年、日本文藝家協会の永山則夫入会問題で、入会委員長として入会に強く反対した。2003年、90歳で、私小説「吾妹子哀し」で川端康成文学賞を受賞、異能作家の受賞で世間を驚かせた。1998年、勲四等旭日小綬章受章。

## 著書
- 『杏壇』通文閣 1941
- 『浄らかな別離』肇書房　1943
- 『夜の訪問者』中央公論社 1949
- 『海辺の人』現代社・新書 1955
- 『青春の賭け 小説織田作之助』現代社 1955（のち中公文庫、講談社文芸文庫)
- 『女ざかり』現代社（現代新書）1956
- 『法の外へ』三笠書房 1956
- 『鬼辰の息子』現代社 1957
- 『指名手配』角川書店 1958（のち双葉ノベル）
- 『殺人契約』角川書店（角川小説新書）1960
- 『巷に日は昇る 大和出版 1961
- 『黒い日本人』角川書店（角川小説新書）1962
- 『斗いの情景』圭文館 1963
- 『修羅の人』講談社 1965（のち角川文庫、「修羅一代」徳間文庫）
- 『獣の倫理』日本文華社 1969（のち「仁義」徳間文庫）
- 『ヤクザの世界』実業之日本社 1970（のちちくま文庫）
- 『獣の献身』講談社 1971
- 『幕末剣侠伝』実業之日本社 1971
- 『顔斬り』三笠書房 1972
- 『終りなき賭け』講談社 1975（のち「博徒」徳間文庫）
- 『喧嘩一代 海軍横須賀刑務所』光風社書店 1977（のち徳間文庫）
- 『喧嘩一代 残侠街をゆく』光風社書店 1977
- 『竹生島心中』文藝春秋 1977
- 『サーカス無宿』光風社書店 1977
- 『札師』光風社書店 1978（のち角川文庫）
- 『福原心中』光風社書店 1978
- 『闘いの構図』上下、新潮社 1979（のち新潮文庫、朝日文庫）
- 『おれは賭場野郎』光風社出版 1980
- 『われらが風狂の師』新潮社 上下 1981（のち文庫）
- 『母なる海の声』新潮社 1987 ISBN 9784103323051
- 『わが文学放浪』実業之日本社 1988 ISBN 9784408590301
- 『海景暮色』新潮社 1993 ISBN 9784103323068
- 『人去り時移る』新峰社、1993
- 『麗人』新潮社 1996 ISBN 9784103323075
- 『懐かしき無頼派』おうふう 1997 ISBN 9784273029890
- 『美よ永遠に Keats,my genius』新潮社 1998 （ジョン・キーツ）
- 『砂時計が語る 87歳の作家の20世紀ア・ラ・カルト』双葉社 2000 ISBN 9784575290776
- 『純血無頼派の生きた時代 織田作之助・太宰治を中心に』双葉社 2001 ISBN 9784575292718
- 『吾妹子哀し』新潮社 2003 （のち文庫） ISBN 9784103323099
- 『食べない人』筑摩書房 2006